# 김동석 (축구 선수)
김동석(한국 한자: 金東錫, 1987년 3월 26일 ~ )은 대한민국의 전 축구 선수로서 포지션은 미드필더였다.

## 클럽 경력
2003년 중학교를 중퇴하고 안양 LG 치타스 (현 FC 서울)에 입단하였다. 2006년 처음 프로 데뷔 경기를 치렀으나 주전으로 도약하지 못하고 2008년 3월, 이종민과 트레이드되어 울산 현대로 이적하였다.
하지만 울산으로 이적한 직후 큰 부상을 당하며 2009 K리그에는 단 한 경기도 나서지 못하였다. 2010 시즌을 앞두고 대구 FC로 임대 이적하여 리그 18경기에 출전하여 2007년 이후 3년 만에 두 자릿 수 출전 기록을 남겼다. 2010 시즌이 끝난 후 다시 울산으로 복귀하였다. 2014년 시즌을 앞두고 1월 28일, 최태욱과 1대1 트레이드로 다시 친정팀인 FC 서울로 복귀하였다.
2015시즌 다시 인천 유나이티드로 이적하였다.
2019시즌을 앞두고 K3리그의 화성 FC에 입단했고, 2020 시즌 후, 현역 은퇴하였다.

## 수상 내역

### 클럽

#### FC 서울
- 리그컵 우승 1회 (2006)